# Yannick Jadot

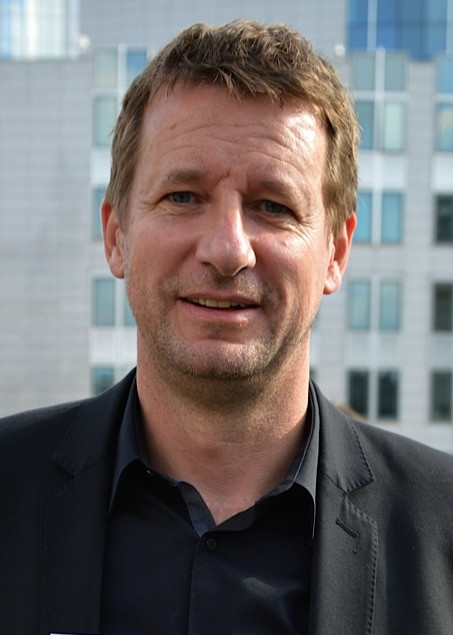
Yannick Jadot in 2014

Yannick Jadot (Clacy-et-Thierret, 27 juli 1967) is een Frans milieuactivist en politicus.
Hij is lid van de Franse groene partij Les Verts sinds 1999 en directeur campagnes voor Greenpeace Frankrijk van 2002 tot 2008. Bij de Europese verkiezingen van 2009 werd hij lijsttrekker van Europe Écologie in het kiesdistrict Ouest en werd hij verkozen tot Europees Parlementslid, een mandaat dat hij sindsdien bekleedt.
Aan het einde van de voorverkiezing van zijn partij werd hij voorgedragen als kandidaat van Europe Écologie-Les Verts (EÉLV) voor de presidentsverkiezingen van 2017, maar hij trok zich terug ten voordele van Benoît Hamon, kandidaat van de Socialistische Partij. 
De EÉLV-lijst die hij bij de Europese verkiezingen van 2019 leidde, werd derde met 13,5% van de uitgebrachte stemmen.
Jadot kwam op als kandidaat van de groenen in de Franse presidentsverkiezingen 2022. In de 1e ronde behaalde hij 4,63% van de stemmen, waarmee hij eindigde als 6e.